# Freemasons
Freemasons – angielski duet didżejski wykonujący muzykę elektroniczną, w którego skład wchodzą Russell Small i James Wiltshire. Do ich najbardziej znanych piosenek należą „Love on My Mind” z Amandą Wilson, „Rain Down Love” z Siedah Garrett, „Uninvited” z Bailey Tzuke oraz „Heartbreak (Make Me a Dancer)” z Sophie Ellis-Bextor. Poza twórczością własną, formacja słynie z tworzenia remiksów.

## Dyskografia
- 2007: Shakedown
- 2007: Unmixed
- 2009: Shakedown 2
- 2014: Shakedown 3

## Wybrane remiksy
2005
- „Mesmerized” – Faith Evans
- „I Wasn't Kidding” – Angie Stone
- „(Don't) Give Hate a Chance” – Jamiroquai

2006
- „Déjà Vu” – Beyoncé
- „Ring the Alarm” – Beyoncé
- „Right Here, Right Now” – Fatboy Slim
- „Love Sensation” – Loleatta Holloway
- „Shine” – Luther Vandross
- „In My Mind” – Heather Headley

2007
- „Beautiful Liar” – Beyoncé & Shakira
- „Green Light” – Beyoncé
- „Sexual Healing” – Rockefeller vs. Alibi feat. Marvin Gaye
- „Work” – Kelly Rowland

2008
- „Disco's Revenge” – Gusto feat. Amanda Wilson
- „The One” – Kylie Minogue
- „I Decided” – Solange Knowles
- „Disco Lies” – Moby feat. Shayna Steele
- „Pjanoo” – Eric Prydz

2009
- „Million Dollar Bill” – Whitney Houston

2010
- „Breathe” – Faith Hill
- „Gypsy” – Shakira
- „Bittersweet” – Sophie Ellis-Bextor
- „Wonderful Life” – Hurts
- „Waka Waka (This Time for Africa)” – Shakira
- „Loca” – Shakira feat. Dizzee Rascal
- „Only Girl (In the World)” – Rihanna

2011
- „Good Girl” – Alexis Jordan
- „Still Cryin'” – Nightcrawlers feat. Taio Cruz
- „Better Than Love” – Hurts

2012
- „Rolling in the Deep” – Adele
- „Heaven” – Emeli Sandé
- „Mama Do the Hump” – Rizzle Kicks
- „Part of Me” – Katy Perry
- „Starlite” – Christophe Willem

2013
- „Heaven” – Depeche Mode
- „Cheating” – John Newman
- „Nightcall” – London Grammar

2018
- „Make Your Own Kind of Music” – Paloma Faith
- „After All” – All Saints

2020
- „Smiling” – Alanis Morissette
- „Together” – Sia
- „Say Something” – Kylie Minogue